# Маріка королівська
Ма́ріка королівська (Cinnyris regius) — вид горобцеподібних птахів родини нектаркових (Nectariniidae). Мешкає в регіоні Африканських Великих озер.

## Опис

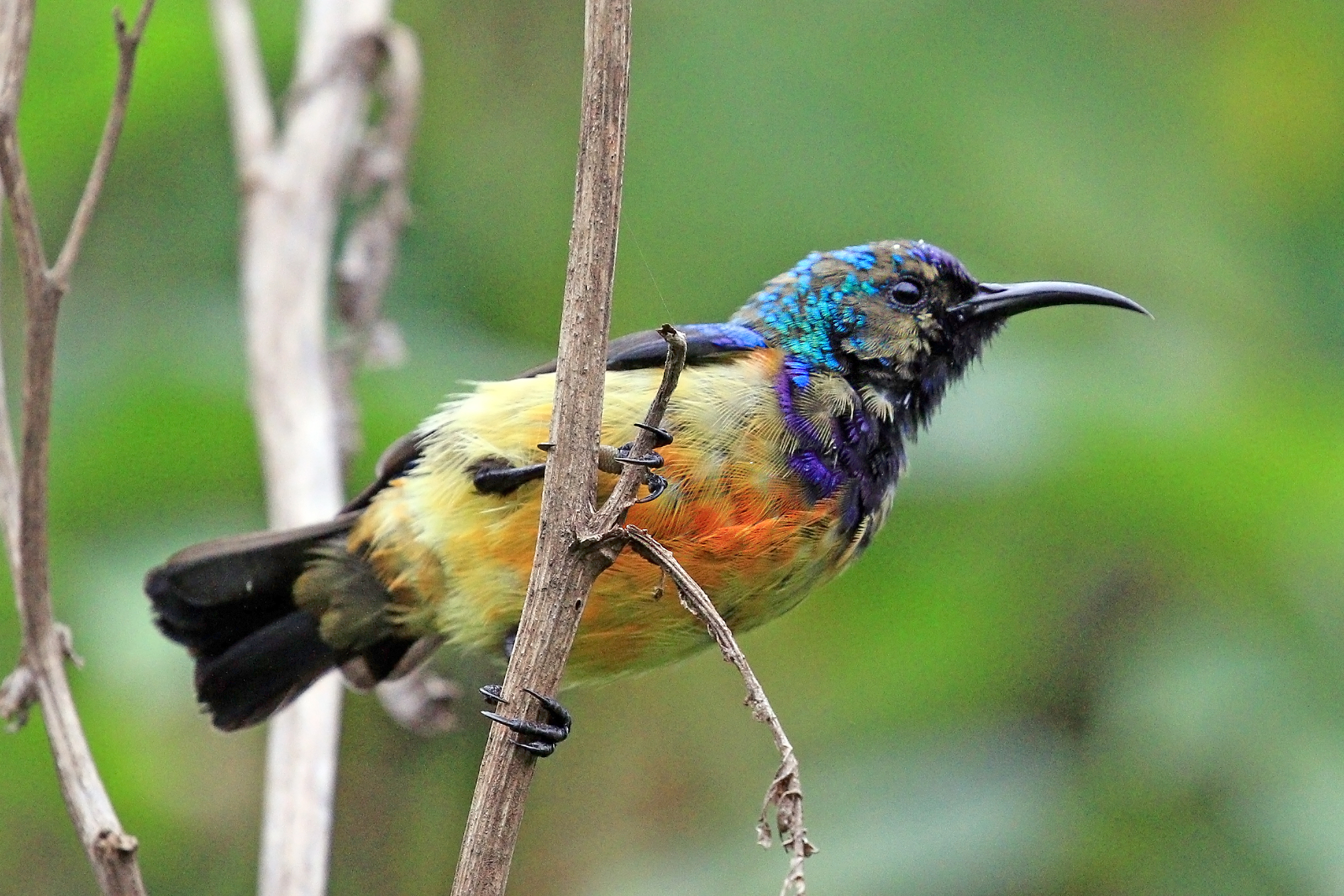
Самець королівської маріки (підвид C. r. regius, Національний парк Бірунга)

Довжина птаха становить 11 см, вага 6 г. У дорослого самця голова і верхня частина тіла зелені. металево-блискучі. Крила і хвіст темні, нижня частина тіла яскраво-червона, боки яскраво-жовті. Очі темні, дзьоб і лапи чорні. Забарвлення самиць тьмяніше, верхня частина тіла у них оливково-зелена, нижня частина тіла яскраво-жовта.

## Підвиди
Виділяють два підвиди:
- C. r. regius Reichenow, 1893 — схід ДР Конго, захід Уганди, Руанди і Бурунді;
- C. r. anderseni Williams, JG, 1950 — західна Танзанія.

## Поширення і екологія
Королівські маріки живуть у вологих гірських тропічних лісах Альбертінського рифту, в чагарникових і бамбукових заростях. Зустрічаються на висоті від 1500 до 3100 м над рівнем моря. Живляться нектаром, комахами і павуками. Гніздо мішечкоподібне з бічним входом, робиться з трави і лишайників, скріплюється за допомогою павутиння. В кладці 2-3 білуватих або блакитнуватих яйця. Інкубаційний період триває 13-15 днів. Пташенята покидають гніздо через 14–19 днів після вилуплення. За ними доглядають і самиці, і самці.